# Назарово (Зианчуринский район)
Наза́рово (баш. Назар) — деревня в Зианчуринском районе Республики Башкортостан Российской Федерации. Входит в состав Новочебенкинского сельсовета.

## География

### Географическое положение
Расстояние до:
- районного центра (Исянгулово): 14 км,
- центра сельсовета (Ишемгул): 16 км,
- ближайшей ж/д станции (Тюльган): 35 км.

## Население
| 1939 | 1959 | 1970 | 1979 | 1989 | 2002 | 2009 |
| ---- | ---- | ---- | ---- | ---- | ---- | ---- |
| 148  | ↘106 | ↗138 | ↘99  | ↘86  | ↗96  | ↗104 |
| 2010 |      |      |      |      |      |      |
| ↘69  |      |      |      |      |      |      |

### Национальный состав
Согласно переписи 2002 года, преобладающая национальность — башкиры (89 %).

## Достопримечательности
В деревне находится мечеть.